# Jamboreuloih
Jamboreuloih är ett berg i Indonesien.   Det ligger i provinsen Aceh, i den västra delen av landet, 1 700 km nordväst om huvudstaden Jakarta. Toppen på Jamboreuloih är 617 meter över havet.
Terrängen runt Jamboreuloih är lite bergig, och sluttar norrut.Runt Jamboreuloih är det glesbefolkat, med 10 invånare per kvadratkilometer. I omgivningarna runt Jamboreuloih växer i huvudsak städsegrön lövskog.